# Phi Herculis
Phi Herculis (11 Herculis) é uma estrela na direção da constelação de Hercules. Possui uma ascensão reta de 16h 08m 46.20s e uma declinação de +44° 56′ 05.3″. Sua magnitude aparente é igual a 4.23. Considerando sua distância de 228 anos-luz em relação à Terra, sua magnitude absoluta é igual a 0.00. Pertence à classe espectral B9MNp.... É uma estrela variável α² Canum Venaticorum.